# بهاء الدين نوري الشرواني
بهاء الدين نوري الشرواني دبلوماسي وسياسي وعسكري عراقي.
ولد في العراق لأسرة كردية. درس القانون في جامعة الإستانة والعلوم العسكرية من كلية كمبرلي البريطانية، في مناصبه العسكرية وتخرج في عدد من الكليات والمعاهد العسكرية في العراق وبريطانيا وأسس كلية الأركان العراقية سنة 1937 وعين عميدا للكلية وهو برتبة لواء ركن. عين متصرفا للواء السليمانية لحسم عدد من الخلافات العشائرية في كردستان. عمل كان سفيرا للعراق في إيران وتركيا والأردن. 
كما شغل منصب نائب عن لواء السليمانية، وطالب بتدريس اللغة الكردية في المدارس، وناقش مشكلة قلة الموظفين الأكراد، وكان ضمن لجنة لوضع خطة عامة لتدريس اللغة العربية في المدارس الكردية، ضمت وزير المعارف توفيق وهبي رئيساً للجنة، وعضوية كل من بهاء الدين نوري ومحيي الدين يوسف وحسن جواد ومصطفى علي.
كما عمل سفيرا فوق العادة في المملكة الأردنية الهاشمية عندما أعلن الاتحاد الهاشمي في العهد الملكي.
تولى منصب وزير الشؤون الاجتماعية في وزارة نوري السعيد العاشرة.